# المحاكم التأديبية (مصر)
المحاكم التأديبية المصرية هي جزء من القسم القضائي لمجلس الدولة المصري. وتتكون من المحاكم التأديبية للعاملين من مستوى الإدارة العليا ومن يعادلهم ومقارها في القاهرة والإسكندرية وتؤلف من دائرة أو أكثر تشكل كل منها من ثلاثة مستشارين والمحاكم التأديبية للعاملين من المستويات الأول والثاني والثالث ومن يعادلهم ومقارها في القاهرة والإسكندرية وتؤلف من دوائر تشكل كل منها برئاسة مستشار مساعد على الأقل وعضوية اثنين من النواب على الأقل. ويجوز بقرار من رئيس المجلس إنشاء محاكم تأديبية في المحافظات الأخرى بعد أخذ رأى رئيس هيئة النيابة الادارية :مادة 7:مادة 8 ويتولى أعضاء النيابة الإدارية الادعاء أمام المحاكم التأديبية ويدخل عضو النيابة الادارية في تشكيل المحكمة كممثل للاتهام ويعد حضوره جلسات المحاكمة واجب اذ تبطل الجلسات إذا لم يحضرها عضو النيابة الادارية.:مادة 9
تختص المحاكم التأديبية بنظر الدعاوى التأديبية عن المخالفات المالية والإدارية التي تقيمها النيابة الادارية التي تقع من العاملين المدنيين بالجهاز الإداري للدولة وأعضاء مجالس إدارة التشكيلات النقابية المشكلة طبقاً لقانون العمل وأعضاء مجالس إدارة التشكيلات النقابية المنتخبة والعاملين بالجمعيات والهيئات الخاصة التي يصدر بتحديدها قرار من رئيس الجمهورية كما تختص بنظر الطعون التي يقدمها الموظفون العموميون بإلغاء القرارات النهائية للسلطات التأديبية. ونظر الطعون في الجزاءات الموقعة على العاملين بالقطاع العام في الحدود المقررة قانوناً.:مادة 10:مادة 15
ويطعن على احكام المحاكم التأديبية امام المحكمة الادارية العليا، ولرئيس هيئة النيابة الادارية الطعن على الاحكام الصادرة في الدعاوى التأديبية بالإضافة للموظف المحال للمحاكمة، ولرئيس هيئة مفوضي الدولة الاختصاص بالطعن على احكام الفصل بناء على طلب الموظف المفصول